# ベウジェツ
ベウジェツ（Bełżec）はポーランドの東部ルブリン県にある村。トマシュフ・ルベルスキの8キロほど南、県都ルブリンの114キロほど南東に存在している。人口は2723人。
ひと気が少なく鉄道が走るベウジェツ村には第二次世界大戦時、ナチス・ドイツがラインハルト作戦に使った三大絶滅収容所のひとつベウジェツ強制収容所が設置されていた。43万人にも及ぶユダヤ人がそこで殺害されている。